# ويليام جوزيف نابير
ويليام جوزيف نابير (بالإنجليزية: William Joseph Napier)‏ هو محامي وسياسي نيوزلندي، ولد في 1857 بجزيرة أيرلندا في المملكة المتحدة، وتوفي في 1925 بأوكلاند في نيوزيلندا. حزبياً، نشط في الحزب الليبيرالي النيوزيلندي. وقد انتخب عضو مجلس النواب نيوزيلندا.